# 김삼웅
김삼웅(金三雄, 1943년 3월 3일~)은 대한민국의 작가, 재야사학자 겸 전직 언론인이자 전직 정치인이다.

## 주요 이력
2004년 현재 성균관대학교 언론정보대학원 겸임교수이며, 독립기념관장을 역임하였다.

## 대표 경력
- 성균관대학교 언론정보대학원 겸임교수
- 前 제7대 독립기념관 관장
- 前 제14대 민주당 당원
- 前 친일반민족행위 진상규명위원회 위원

## 생애

### 초기
김삼웅은 1943년 전라남도 완도에서 출생하였으며, 진도농업고등학교를 졸업하고, 20대 초반 시절 <사상계> 신인논문상에 입상하였다. 1975년 <씨알의 소리> 편집위원을 거쳐 신민당보 <민주전선>의 편집장을 지냈다. 1980년 신군부 세력에 의해 옥고를 치른 후 출옥하였다.

### 학력
- 고려대학교 정책대학원 사회과학 석사(2000년)

#### 명예 졸업
- 소안고등학교 명예 졸업장 수여(1989년 4월 30일)
- 완도고등학교 명예 졸업장 수여(1996년 5월 31일)

### 언론 활동

#### 신문
이후 평민당보 <평민신문> 편집국장 및 주간을 지냈고, 1998년부터 2002년까지 대한매일(현 서울신문) 주필로 활동했다. 2000년에는 고려대학교 정책대학원에서 석사 학위를 받았다. 민주전선, 평민신문, 민주당보 등의 기자와 편집자, 대한매일(현 서울신문)에서 상무이사 겸 주필로 활동했다.

#### 잡지
독립기념관 관장으로 임명된 2004년 11월까지 《인물과 사상》에 《김상웅의 정론직필 언론인 수첩》을 연재하여, 언론인이자 역사학자인 박은식 등을 소개하였으며, 《한국현대사 바로잡기》, 《백범 김구전집》 등 30여 권의 저서를 집필하였다. 또한 진보적 신학잡지 《기독교 사상》에 2010년부터 세계의 진보주의자들에 대한 이야기를 연재하고 있다.

### 독립기념관 관장
2004년 11월 독립기념관관장에 취임하였다. 2008년 3월, 이명박 정부가 들어서면서 김삼웅은 "최근 전 정부에 의해 임명된 고위공직자 사퇴 요구에 저의 이름이 특정신문에 거론되는 것은 기관에 누가 될 수 있어 조속한 시일 내에 사퇴할 것임을 공개적으로 밝혔는데도 모 신문은 마치 제가 자리에 연연하고 있는 양 인격을 모독했다"며 반발하고 2008년 3월 25일에 독립기념관 관장직에서 자진사퇴했다.

## 주요 경력
- 2004년 : 제7대 독립기념관 관장
- 1998년 : 서울신문 주필 상무이사
- 1997년 : 아태평화포럼 편집위원장
- 1996년 : 아태평화재단 기획조정실 실장
- 1995년 : 민주당 홍보위 위원장
- 1991년 : 민주당보 주간
- 1972년 : 민주전선 편집장

## 기타 활동
- 친일반민족행위진상규명위원회 위원
- 친일파재산환수위원회 자문위원
- 친일인명사전편찬부 원장
- 친일인명사전편찬위원회 지도위원
- 친일반민족행위 진상규명위원회 위원
- 신흥무관학교100주년기념사업회 공동대표

## 역대 선거 결과
|  | 21.6% |

|  | 19.3% |

|  | 29.2% |

## 저서
- 『함세웅 평전 : 정의의 길, 세 개의 십자가』 (소동, 2024)
- 『유진오 평전』 (채륜, 2018)
- 『헛되이 백 년 사는 사람 되지 않으리』 (원더박스, 2018)
- 『신영복 평전 : 시대의 양심』 (채륜, 2018)
- 『박정희 평전: 개발독재자』 (앤길, 2017)
- 『심산 김창숙 평전』 (시대의창, 2017)
- 『김준엽 평전 : 현실에 살지 말고 역사에 살라』 (깊은나무, 2017)
- 『나는 박열이다 : 일왕 폭살을 꾀한 어느 아나키스트의 뜨거운 삶의 연대기』 (책뜨락, 2017)
- 『책벌레들의 동서고금 종횡무진』 (시대의창, 2017)
- 『백암 박은식 평전 : 국혼의 지사』 (채륜,2017)
- 『조소앙 평전 : 삼균사상가』 (채륜, 2017)
- 『의암 손병희 평전 : 격동기의 경세가』 (채륜, 2017)
- 『보재 이상설 평전 : 독립운동의 선구자』 (채륜, 2016)
- 『김영삼 평전 : 민주주의 수호자』 (깊은나무, 2016)
- 『위당 정인보 평전 : 조선의 얼』 (채륜, 2016)
- 『김남주 평전』 (꽃자리, 2016)
- 『우사 김규식 평전 : 투쟁과 협상의 지도자』 (채륜, 2015)
- 『몽양 여운형 평전: 진보적 민주주의자』 (채륜, 2015)
- 『10대와 통하는 민주화 운동가 이야기』 (철수와 영희, 2015)
- 『역사의 절망을 넘어』 (꽃자리, 2015)
- 『한국 현대사의 민낯』 (철수와 영희, 2015)
- 『10대와 통하는 독립운동가 이야기』 (철수와 영희, 2014)
- 『안두희 그 죄를 어찌할까』 (책보세, 2014)
- 『안중근 평전』 (시대의 창, 2014)
- 『백범 김구 평전』 (시대의 창, 2014)
- 『녹두 전봉준 평전』 (시대의 창, 2013)
- 『빨치산 대장 홍범도 평전』 (현암사, 2013)
- 『약산 김원봉 평전』 (시대의 창, 2013)
- 『투사와 신사 안창호 평전 : 뜨겁게 점진한 위대한 얼, 도산 안창호의 혁명적 생애』 (현암사, 2013)
- 『저항인 함석헌 평전 : 싸우는 평화주의자 함석헌의 거대한 생애와 사상』 (현암사, 2013)
- 『 민주주의자 김근태 평전 : 희망을 남기고 간 한 아름다운 투사의 생애』 (현암사, 2012)
- 『독서독본』 (현암사, 2012)
- 『박현채 평전 : 시대의 모순과 대결한 불온한 경제학자의 초상』 (한겨레출판, 2012)
- 『장준하 평전』 (시대의 창, 2012)
- 『독부 이승만 평전 : 권력의 화신, 두 얼굴의 기회주의자』 (책보세, 2012)
- 『노무현 평전 : 지울 수 없는 얼굴, 꿈을 남기고 간 대통령』 (책보세, 2012)
- 『진보와 저항의 세계사』 (철수와 영희, 2012)
- 『송건호 평전 : 시대가 '투사'로 만든 언론선비』 (책보세, 2011)
- 『단재 신채호 평전』 (시대의 창, 2011)
- 『만해 한용운 평전』 (시대의 창, 2011)
- 『이회영 평전 : 항일무장투쟁의 전위, 자유정신의 아나키스트』 (시대의 창, 2011)
- 『김상덕 평전 : 겨레에 바친 애국혼, 반민특위위원장』 (책보세, 2011)
- 『리영희 평전 : 시대를 밝힌 사상의 은사』 (책보세, 2010)
- 『김대중 평전1,2』 (시대의 창, 2010)
- 『한국현대사 다이제스트 100』 (가람기획, 2010)
- 『죽산 조봉암 평전』 (시대의 창, 2010)
- 『을사늑약 1905, 그 끝나지 않은 백년』 (시대의 창, 2005)
- 친일정치 100년사
- 한국 민주사상의 탐구
- 해방 후 양민학살사
- 금서
- 한국필화사
- 곡필로 본 해방 50년
- 한국현대사 바로잡기
- 겨레유산 이야기
- 보는 사람없어도 달은 거기 있는가
- 역사를 움직인 위선자들 (사람과사람, 1996)
- 왜곡과 진실의 역사
- 일제는 조선을 얼마나 망쳤을까
- 위서
- 백범 김구전집 (12권, 공편)
- 박은식, 양기탁 전집 (10편, 공편)
- 단재 신채호 전집 (9권, 공편)
- 다산 정약용 평전 (두레, 2023)